# 约翰·萨瑟兰 (化学家)
约翰·大卫·萨瑟兰（英語：John David Sutherland，1962年7月24日—）是一位英国化学家，英國醫學研究委員會（MRC）下属的分子生物学实验室（LMB）蛋白质和核酸分部成员，研究方向为生命起源的化学，2014年获達爾文獎章，2017年当选英国皇家学会会士。